# Beaulieu-sous-Parthenay
Beaulieu-sous-Parthenay è un comune francese di 673 abitanti situato nel dipartimento delle Deux-Sèvres nella regione della Nuova Aquitania.

## Società

### Evoluzione demografica
Abitanti censiti